# The Island of Dr. Moreau (film, 1996)
The Island of Dr. Moreau är en amerikansk film från 1996 i regi av John Frankenheimer. Filmen bygger på H.G. Wells roman Doktor Moreaus ö från 1896.

## Handling
År 2010 ska vetenskapsmannen doktor Moreau uppfunnit ett sätt att använda mänskligt DNA i djur och på så sätt skapat den ultimata människan. Edward Douglas från Förenta Nationerna hamnar på Moreaus ö efter en flygkrasch. Douglas försöker med hjälp av Moreaus dotter Aissa att fly från ön.

## Om filmen
Filmen är mest känd för dess problematiska inspelning; stora svårigheter var kopplad till regissör, skådespelare, väder och manus. Men många ville delta i inspelningen, främst för att få jobba med Marlon Brando. Richard Stanley var från början tänk att regissera filmen, men fick sparken innan inspelningen började på grund av problemen, och John Frankenheimer anlitades hastigt som regissör. Filmen har fått dålig kritik, endast 23% från Rotten Tomatoes mätare 'Tomatometer'. Ryktet om filmens produktion spreds snabbt innan premiären, och filmens inkomster blev låga.

## Rollista i urval
- Marlon Brando – Dr. Moreau
- David Thewlis – Edward Douglas
- Val Kilmer – Dr. Montgomery
- Fairuza Balk – Aissa
- Temuera Morrison – Azazello
- Nelson de la Rosa – Majai
- Peter Elliott – Assassimon
- Mark Dacascos – Lo-Mai
- Ron Perlman – Sayer of the Law
- Marco Hofschneider – M'Ling
- William Hootkins – Kiril
- Miguel Lopez – Waggdi
- Daniel-Rigney – Hyena-Swine